# Тютьково (Ступинский район)
Тютьково — деревня в Ступинском районе Московской области в составе Аксиньинского сельского поселения (до 2006 года — Большеалексеевский сельский округ). Тютьково на 2015 год — фактически дачный посёлок: при 11 зарегистрированных жителях в деревне 2 улицы, и 2 СНТ.
Тютьково расположено на севере района, у истоков речки Нудовка, правом притоке реки Северка, высота центра деревни над уровнем моря — 160 м. Ближайшие населённые пункты: в 2,5 км на северо-восток Мартыновское, в 2 км на запад — Каверино и, в 2,5 км на юго-запад — Кунавино.

## Население
| 2002 | 2006 | 2010 |
| ---- | ---- | ---- |
| 28   | ↘25  | ↘11  |